# Dīklī Dāsh
Dīklī Dāsh (persiska: دیکلی داش, Deklīdāsh, دكلی داش) är en ort i Iran.   Den ligger i provinsen Golestan, i den norra delen av landet, 500 km nordost om huvudstaden Teheran. Dīklī Dāsh ligger 289 meter över havet och antalet invånare är 211.
Terrängen runt Dīklī Dāsh är platt åt nordväst, men åt sydost är den kuperad. Runt Dīklī Dāsh är det ganska glesbefolkat, med 48 invånare per kvadratkilometer. Närmaste större samhälle är Marāveh Tappeh, 11,5 km nordost om Dīklī Dāsh. Omgivningarna runt Dīklī Dāsh är i huvudsak ett öppet busklandskap.